# Мала Глумча (річка)
Мала Глумча, Глумча — річка в Україні, у Звягельському районі Житомирської області. Ліва притока Уборті (басейн Прип'яті).

## Опис
Довжина 24 км, похил річки — 0,84 м/км, площа басейну 264 км².

## Розташування
Бере початок на північно-східній стороні від села Велика Глумча. Тече переважнео на північний схід через село Паранине і на південній околиці села Рудня-Іванівська впадає у річку Уборть, праву притоку Прип'яті.

## Історія
У книгах і на мапах кінця XIX - початку XX ст. вказується, що річка Глумча (у верхній течії Осовець) починається декількома струмками з лісових боліт Осова, Болярка та Спаські Запруди між селами Березницький Майдан (зняте з обліку), Березники і Липники (зняте з обліку) і тече майже до гирла у невиробленій заболоченій та лісистій долині. Має дві притоки - річки Бровник і Заровень та одну ліву - річку Турин.
На карті 1988 року частина річки до впадіння Заровні позначена як Бровник, а її права притока, що в історичних джерелах має назву Бровник позначена як Глумчик.